# Meythet
Meythet – miejscowość i dawna gmina we Francji, w regionie Owernia-Rodan-Alpy, w departamencie Górna Sabaudia. W 2013 roku populacja gminy wynosiła 8531 mieszkańców. 
1 stycznia 2017 roku połączono 6 wcześniejszych gmin: Annecy, Annecy-le-Vieux, Cran-Gevrier, Meythet, Pringy oraz Seynod. Siedzibą nowej gminy została miejscowość Annecy, a gmina przyjęła jej nazwę. 